# France and Germany Star
La France and Germany Star (Étoile de la France et de l'Allemagne) est une des 8 étoiles de campagnes de la Seconde Guerre mondiale. Il s'agit d'une décoration militaire britannique décernée aux soldats du Royaume-Uni et du Commonwealth of Nations (plus rarement aux étrangers).

## Conditions d'attributions
Cette décoration britannique est décernée aux militaires du Commonwealth et aux étrangers servant sous uniforme britannique (agents du Special Operations Executive, membres des équipes Jedburghs, soldats du Special Air Service, etc.) en reconnaissance d'au moins une journée de service en France, en Belgique, aux Pays-Bas ou en Allemagne entre le 6 juin 1944 (jour J) et le 8 mai 1945 (jour de la fin de la guerre en Europe).
Cette médaille est attribuée sans conditions de durée en cas de blessure, de décès et pour les prisonniers de guerre ainsi que pour ceux qui ont reçu une citation (Mentioned in Despatch) ou une décoration pour conduite valeureuse ou extraordinaire au feu (Victoria Cross, Distinguished Service Order, Military Cross, Military Medal, etc.).

## Aspect de la Décoration

### Description
La décoration "France and Germany Star" est une étoile en bronze de 44 mm de hauteur et de 38 mm de largeur. L'étoile possède six branches avec en son centre les initiales du roi George VI, surmontées de la couronne royale, et entourées de la légende : THE FRANCE AND GERMANY STAR. Au revers, le nom du récipiendaire peut y être apposé (plus rarement) ainsi que son matricule.

### Ruban
Le ruban est composé de bandes d'égale largeur bleu, blanc, rouge, blanc et bleu représentant les couleurs de la France et des Pays-Bas.
L’agrafe Atlantic est portée sur le ruban de la pendante des personnels qui peuvent prétendre également à la Atlantic Star (en) ou à la Air Crew Europe Star. Seule la première des deux étoiles reçues est portée, la seconde étant représentée par la barrette.

## Particularités
Il s'agit de la huitième de la série de 8 étoiles de campagne dont l'aspect est identique à toutes les autres, à savoir : 1939-45 Star, Atlantic Star (en), Air Crew Europe Star, Africa Star, Pacific Star, Burma Star, Italy Star et France and Germany Star. Seule la légende est propre à chaque médaille.